# Claudia Schmidt (Schauspielerin)
Claudia Schmidt (* 12. Mai 1967 in Würzburg) ist eine deutsche Theater- und Filmschauspielerin sowie Synchronsprecherin.

## Leben
Nach ihrem vierjährigen Studium an der Freiburger Schauspielschule (Abschluss mit Bühnenreife und Diplom) und verschiedenen Engagements in Freiburg, Basel, Zürich und Reutlingen lebt sie seit 1999 als freischaffende Schauspielerin und Sprecherin in München. Sie ist zudem als Seminarleiterin, im Coaching und als Dozentin an der Neuen Münchner Schauspielschule tätig.

## Filmografie (Auswahl)
- 1994: Air Albatros (Fernsehserie)
- 2000–2007: Aktenzeichen XY … ungelöst (Fernsehreihe, 3 Episoden)
- 2002: Ein Dorf sucht seinen Mörder (Fernsehfilm)
- 2002: Therapie und Praxis (Fernsehfilm)
- 2003: Hausmeister Krause – Ordnung muss sein (Fernsehreihe, 1 Episode)
- 2004: Vater werden ist nicht schwer (Fernsehfilm)
- 2005: Rosenstiehl (Kurzfilm)
- 2006: Unter der Sonne
- 2007: Alles außer Sex (Fernsehserie, 1 Episode)
- 2007: Marienhof (Fernsehserie, 1 Episode)
- 2007: Dahoam is Dahoam (Fernsehserie, 2 Episoden)
- 2008: Die Patin – Kein Weg zurück (Miniserie)
- 2009: Sturm der Liebe (Fernsehserie, 1 Episode)
- 2024: Das 1% Quiz (Fernsehshow, 1 Episode, als Kandidatin)

## Theaterstücke (Auswahl)
- 1995: Jubiläum / R: Said Mola / Rolle: Lotte Stern
- 1995: Die Nacht des Leguan / R: Grete Linz / Rolle: Hannah
- 1996: Linie 1 – Rockmusical / R: Thomas Bayer / 11 Rollen
- 1996: Maria Stuart / R: Jesse Coston / Rolle: Maria
- 1997: Die Präsidentinnen / R: Alex Novak / Rolle: Grete
- 1997: Orestie / R: Peter Kees / Rolle: Elektra
- 1998: Ur-Faust / R: Thomas Wolff / Rolle: Junge Marthe
- 1998: Ein Phönix zuviel / R: Irene Stein / Rolle: Doto
- 1998: Die falsche Zofe / R: Alex Novak / Rolle: Gräfin
- 1999: Jack und Jill / R: Bernhard Reininger / Rolle: Jill
- 1999: Ein Winter unterm Tisch / R: Irene Stein / Rolle: Florence
- 1999: Galilei – Neue Sterne – UA / R: Alex Novak / Rolle: Diverse
- 2000: Der Reigen – für 4 Schauspieler / R: Dieter Nelle / Rollen: Süsses Mädel, Stubenmädl, Dirne
- 2000: Die Dreigroschenbande – Kinderstück / R: Gregory Charamsa / Rolle: Kai aus der Kiste
- 2001: Minna von Barnhelm / R: Stephan Rottkamp / Rolle: Franziska
- 2001: Der Zauberer von Oz – Musical / R: Johannes Reitmeier / Rolle: Gute Hexe
- 2002: Das Wintermärchen – Bremer Fassung / R: Mathias Hejny / Rollen: Paulina, Perdita, Clown u. a.
- 2003: Laster, Leid und Liebe – szenisches Potpourri / R: C. von Klingender / Rolle: Frau
- 2005: Eiszeiten – UA / R: Stefan Göppner / Rolle: Uli
- 2006: Jon Diovanni – Pop Oper / R: Konstantin Moreth / Rolle: Donna Elvira
- 2006: Lieb niemals einen Fremden / R: Tonio von der Meden / Rolle : Mavis
- 2007: Gefährliche Liebschaften / R: Iris Spaeing / Rolle: Madame Tourvel
- 2009/12: Witwen – Eine schräge Hinterbliebenenrevue / R: Andreas Seyferth / 19 Rollen
- 2010: Fröhliches Scheitern – UA / R: Andreas Seyferth / Rollen: Diverse
- 2011: Chronik der Zukunft – UA / R: Matthias Ebert / Rolle: Die Frau
- 2011: Ping Pong – Alarm in allen Zimmern / R: Cornelius Gohlke / Rollen: Micki, Nancy u. a.
- 2012/13: Freak Dinner / R: Oliver Zimmer / Rollen: Christine und Marlene
- 2013: Annabelle/Verdammte Angst – UA / R: Formicone/Krug / Rollen: Scherkampf und Bronsky
- 2013/14: Max / R: Matthias Kupfer / Rolle: Coco
- 2014: Kaspar Häuser Meer / R: Gianna Formicone / Rolle: Barbara
- 2015/16: König der Herzen / R: Johannes Pfeifer / Rolle: Annie
- 2017/18: Die Irre von Chaillot / R: Andreas Seyferth / Rollen: Constance, Agentin, Taubstummer

Theaterstationen
Stadttheater Reutlingen / Bernhard-Theater Zürich / Häbse Theater Basel / Kammerspiele im E-Werk Freiburg / Theaterensemble Coston Freiburg / Theater Chambinzky Würzburg / Kurt Weill Festival / Neue Bühne Bruck / Theater … und so fort München / Blutenburg-Theater München / Kulturmobil Niederbayern / Teamtheater Tankstelle München / Theater Viel Lärm Um Nichts München / TamS München / Theater Nördlingen / Kleines Theater Kammerspiele Landshut / Sensemble Theater Augsburg / A.Gon Theater München

## Synchronisation (Auswahl)
- Nurses – für Nicola Correia-Damude … als Dr. Vanessa Banks
- Gigantosaurus – für Dylan Schombing … als Rocky
- Total DramaRama – für Scott McCord … als Owen
- Polar – für Fei Ren … als Hilde
- Star gegen die Mächte des Bösen – für Veronica Dunne … als Janna
- Lulu Zapadu … als Hase Halb-so-wild
- The Returned – für Chelah Horsdal … als Kris
- Common Law – für Kerry Cahill … als Det. Kate Cafferty
- The Mentalist – für Claire Rankin … als Greta Marshall
- Disney Der Fisch-Club … als Snake, Barb, Brassy
- Street Football … als Little Dragon, Sudsy, Rusty
- Beste FReinde – für Natalie Radford … als Jacqueline Reynolds
- 50/50 – Freunde fürs (Über)Leben – für Donna Yamamoto … als Dr. Walderson
- I am you – für Ruth Bradley … als Caroline
- Good Neighbours – für Emily Hampshire … als Louise
- Ben 10 … als Ben Tennyson
- Nestor und Quest … als Prince Nestor
- Tauschrausch … als Jacobo
- Die Zauberer vom Waverly Place – für Amanda Tepe in unterschiedlichen Rollen
- Meine peinlichen Eltern – für Veronica Neave … als Loretta Flune
- Mein Schulfreund ist ein Affe … als Adam
- Surface – Unheimliche Tiefe – für Kelly Lintz … als Tracy Connelly
- In Plain Sight – In der Schusslinie – für Ali Marsh … als Dr. Shelley Finkle
- Der gute Hirte – für Laila Robins … als Toddy Allen
- La vie en rose – für Nathalie Dorval … als Mireille
- Lunar Jim … als Pixel
- What the Bleep Do We Know – für Marlee Matlin … als Amanda
- ReGenesis … als Charlotte
- MythBusters – Die Wissensjäger … als Scottie Chapman
- Sue Thomas: F.B.I. … als Indri
- Pokémon (Anime) … als Vivian, Keith und Kenny
- Johannes XXIII. – Für eine Welt in Frieden … als Mutter
- Battlestar Galactica in unterschiedlichen Rollen
- Jojos Zirkus … als Cowboys Mum
- Inu Yasha … als Eri
- Madeleines neue Abenteuer … als Pepito
- Bioshock Infinite … als Rosalind Lutece
- Borderlands: The Pre-Sequell … als Davis Pickle
- Borderlands 1–3 … als Lilith
- Good Wife – für Nadia Dajani … als Sara Gardner
- The Final Season – Daran wirst du dich immer erinnern! – für Rachael Leigh Cook … als Polly Hudson (Synchro im Jahr 2010)
- Assassination Classroom (Anime) … als Nagisa Shiota
- Die Stadt, in der es mich nicht gibt (Anime, 2016) – für Tao Tsuchiya … als Satoru Fujinuma (jung)
- Disney Amphibia – für Susanne Blakeslee als Valeriana
- Sacrifice to the King of Beasts (Anime, 2023) … als Ropus